# Halichaetonotus clavicornis
Halichaetonotus clavicornis är en djurart som tillhör fylumet bukhårsdjur, och som beskrevs av Balsamo, Fregni och Ezio Tongiorgi 1995. Halichaetonotus clavicornis ingår i släktet Halichaetonotus och familjen Chaetonotidae. Inga underarter finns listade i Catalogue of Life.